# Prokrastinacija
Prokrastinacija (odlašanje, zavlačevanje, latinsko prōcrāstināre: prō-, naprej + crāstinus, jutri (iz crās, jutri)) je vedenje, pri katerem izvajamo manj nujne naloge namesto bolj nujnih oz. izvajamo bolj prijetne namesto manj prijetnih nalog. Posledično sicer neizogibne opravke odlašamo vse do zadnjega trenutka. Princip užitka je eden od možnih dejavnikov prokrastinacije; saj se lahko želimo izogniti negativnim čustvom in preložiti stresna opravila. Prepričanje, da je delo pod pritiskom bolj uspešno pomeni dodatno spodbubo za prelaganje opravkov. Nekateri psihologi takšno vedenje opišejo kot mehanizem spoprijemanja z anksioznostjo povezano z začenjanjem ali dokončevanjem katerekoli naloge ali odločitve. Drugi psihologi pa poudarjajo, da lahko anksioznost enako verjetno sproži tako pozen kot zgodnji začetek dela. Po njihovem mnenju je v ospredju impulzivnost. Anksioznost bo torej povzročila prokrastinacijo zgolj pri tistih osebah, ki so tudi impulzivne.
Schraw, Wadkins in Olafson so predlagali tri kriterije, na podlagi katerih lahko določeno vedenje označimo za prokrastinacijo. Vedenje mora biti kontraproduktivno, nepotrebno in zavlačevalno. Podobno tudi Steel (2007) proučuje vse predhodne poskuse definiranja prokrastinacije in nakaže, da je takšno vedenje prostovoljno odlašanje načrtovanega poteka aktivnosti, kljub pričakovanju hujših posledic na račun odlašanja. Sabini in Silver dodajata, da sta prelaganje in iracinalnost dve ključni lastnosti prokrastinacije; menita, da odlašanje opravka ni prokrastinacija, če za slednje obstajajo racionalni razlogi za odlog. 
Prokrastinacija lahko vodi do stresa, občutka krivde in krize, resne izgube osebne produktivnosti, kot tudi do socialnega neodobravanja zaradi pomanjkanja odgovornosti in neizvrševanja obvez. Ti občutki pa lahko skupno še podaljšajo prokrastinacijo. Prokrastinacija je do neke mere sicer normalna, vendar pa postane težavna, ko ovira normalno funkcioniranje. Kronična prokrastinacija je lahko znak globlje psihološke motnje. Osebe, ki kronično odlašajo težje iščejo podporo zaradi socialne stigmatizacije in prepričanja, da je delavni odpor posledica lenobe, nižje volje ali nižje ambicioznosti. Po drugi strani pa je prokrastinacija lahko koristen način ugotavljanja, kaj je za nas osebno pomembno, saj je odlašanje redko pri tistih nalogah, katerih vrednost visoko cenimo.

## Pregled

### Prevalenca
V eni od zgodnejših raziskav akademske prokrastinacije je 46% udeležencev poročalo, da »vedno« ali »skoraj vedno« prokrastinirajo s pisanjem seminarskih nalog, medtem ko je približno 30% udeležencev poročalo o prokrastinaciji pri učenju za izpit ali pri branju za tedensko nalogo. Za vrsto različnih  opravkov pa je četrtina udeležencev zanesljivo poročalo, da je zanje prokrastinacija problem. Približno 60% pa poroča, da bi radi znižali svoje prokrastiniranje.

### Psihološko
Psihologi nadaljujejo z iskanjem vzrokov prokrastinacije. Na podlagi kliničnega dela je bila nakazana povezava s težavami anksioznosti, nižjim samovrednotenjem (nižjim občutkom lastne vrednosti) in samouničujočo miselnostjo. Po drugi strani pa meta analitični korelacijski podatki kažejo, da anksioznost in perfekcionizem nimata povezave s prokrastinacijo, ali pa je ta zelo šibka. Prokrastinacija se bolje povezuje s pomanjkanjem občutka samozaupanja (e.g. nizka samoučinkovitost oz. naučena nemoč) ali z negativnimi občutki do naloge (npr. dolgčas in apatija). Najmočnejšo povezavo s prokrastinacijo pa, kot že omenjeno, pripisujejo impulzivnosti. Te karakteristike so pogosto uporabljene kot mere osebnostne poteze vestnosti, medtem ko so anksioznost in iracionalna prepričanja (kot je perfekcionizem) aspekta osebnostne poteze nevroticizma. Skladno s tem so Lee, Kelly in Edwards (2006) nakazali, da nevroticizem nima direktnih povezav s prokrastinacijo oziroma, da je slednja vedno povsem pogajana s strani vestnosti.
Sabini in Silver menita, da je iracionalnost neločljivo povezana s prokrastinacijo. V tem smislu zagovarjata, da odlašanje izvajanja nalog četudi do zadnje minute ni prokrastinacija, v kolikor obstaja razlog za prepričanje, da bo za izvedbo potrebna zgolj tista zadnja minuta. Steel in drugi (2001) so kasneje namreč razložili, da morajo biti aktivnosti preložene in da mora to odlašanje pomeniti slabo, neustrezno ali neučinkovito načrtovanje. 
Osnovana na združevanju več bistvenih teorij motivacije in meta analitičnih raziskav o prokastinaciji je temporalna motivacijska teorija. Ključne pokazatelje prokrastinacije (pričakovanje, vrednost, impulzivnost) povzame v matematično enačbo.

### Fiziološko
Večina raziskav fizioloških virov prokrastinacije obravnava predvsem vlogo prefrontalnega korteksa. Skladno z idejo, da je prokrastinacija močno povezana z impulzivnostjo, je ta predel možganov odgovoren za izvrševanje možganskih funkcij kot so načrtovanje, kontrola impulzov in pozornost. Deluje tudi kot filter, saj zmanjšuje moteče dražljaje iz ostalih možganskih regij. Poškodba ali nizka aktivacija v tem področju lahko zmanjša posameznikovo zmožnost filtriranja motečih dražljajev, kar nazadnje rezultira v slabši organizaciji, izgubi pozornosti in povečani prokrastinaciji. Slednje je podobno vlogi prefronalnega režnja pri motnji pomanjkanja pozornosti (ADHD), kjer je pogosta manjša aktivacija.

## Zdravje
Za nekatere posameznike je prokrastinacija lahko stalna, vztrajna in posebno razdiralna za vsakdanje življenje. V tem primeru je prokrastinacija simptom psihološke motnje. Povezujejo jo z več negativnimi asociacijami, kot je depresija, iracionalno vedenje, nizko samospoštovanje, anksioznost, slabe učne navade in nevrološke motnje kot je motnja pomanjkanja pozornosti. Ravno tako je bila ugotovljena povezanost s krivdo in stresom. Posledično je za ljudi, pri katerih je prokrastinacija prerasla v kronično in postala izčrpavajoča, pomembno poiskati profesionalnega psihoterapevta, s katerim lahko preveri, ali je prisotna globlje ležeča zdravstvena težava.
Ko je rok, ki se ga izogibamo, še oddaljen, osebe, ki odlašajo poročajo o pomembno nižjem stresu kot tisti posamezniki, ki ne odlašajo. Dodatno poročajo tudi o manj fizičnih bolezenskih simptomih. Vendar pa se z bližanjem roka situacija obrne, osebe, ki odlašajo, poročajo o višjem stresu, več simptomov fizičnih težav in več zdravstvenih obiskov. Enakovredno obteževanje mer na začetku in koncu semestra, pokaže, da kratkoročne zdravstvene koristi prokrastinacije presežejo kasnejši zdravstveni problemi. Ko se rok približa, osebe, ki so odlašale, izkusijo pomembno več bolezenskih simptomov in stresa kot ostali.  

## Perfekcionizem
Prokrastinacijo se tradicionalno povezuje s perfekcionizmom. Slednje poznamo kot težnjo po negativnem ovrednotenju rezultatov in posameznikove lastne izvedbe, intenzivni strah in izogibanje vrednotenja posameznikovih zmožnosti s strani drugih, okrepljeno socialno samozavedanje in anksioznost, pogosto in ponavljajoče se slabo počutje in deloholizem. Sodeč po raziskavi Roberta B. Slaneya so adaptivni (prilagodljivi) perfekcionisti (perfekcionizem je egosintoničen) manj verjetno prokrastinirali kot neperfekcionisti, medtem ko so imeli maladaptivni (neprilagojeni) perfekcionisti (osebe, ki svoj perfekcionizem dojemajo kot problem, i.e. perfekcionizem je egodistoničen) visok delež prokrastinacije in tudi anskioznosti. Steel (2007) je v meta analitičnem pregledu 71 študij ugotovil, da perfekcionisti tipično prokrastinirajo nekoliko manj kot ostali, z izjemo tistih perfekcionistov, ki so iskali klinično svetovanje.

## Korelati
Kot omenjeno zgoraj, prokrastinacijo konsistentno močno povezujemo z vestnostjo in zmerno tudi z nevroticizmom. Ne glede na to, da so razlogi za povezavo še nejasni, pa obstajajo tudi povezave med prokrastinacijo in večernostjo (ang. eveningness), kar pomeni, da prokrastinatorji verjetneje hodijo spadi kasneje in se tudi zbujajo kasneje. Vestnost se tako kot jutranjost (ang. morningness) veča tekom življenja. Posledično prokrastinacija s starostjo upada. A tudi, ko nadzorujemo starost, povezava med prokrastinacijo in večernostjo obstaja, kar trenutno še ni razloženo.
Hipotezo, da imajo prokrastinatorji manj fokusa na prihodnosti zaradi večjega fokusa na trenutnih skrbeh, so preverjali z dodiplomskimi študenti, ki so reševali več vprašalnikov. Ti so pokazali, da se osebe, ki odlašajo, manj osredotočajo na prihodnost. Raziskovalci so pričakovali tudi povezavo med prokrastinacijo in hedonistično ali brezskrbno perspektivo sedanjosti. Vendar pa se pričakovanja niso potrdila, saj je raziskava pokazala, da sta prokrastinacijo bolje napovedala fatalistična perspektivna in brezupen odnos do življenja.  Slednje je skladno tudi z ugotovitvami prejšnjih raziskav, ki povezujejo prokrastinacijo in depresijo.
Velika večina študij, ki so se ukvarjale z odlašanjem, so ga obravnavale kot individualno razliko med osebami. V metaanalizi Van Eerda (2003), kjer so vključili rezultate 121 študij, so ugotovili, da je najvišja negativna korelacija prokrastinacije z vestnostjo (r = -,63) in samoučinkovitostjo (r = -,44). Te ugotovitve so privedle do zaključka, da osebnostne značilnosti, kot so urejenost, disciplina, usmerjenost k dosežku, kot tudi pozitivna samopodoba, pomembno vplivajo k pojavljanju odlašanja. Anksioznost in depresija, ki se pozitivno povezujeta z odlašanjem (r = ,21 in r = ,30), nakazujeta tudi na to, da čustvena stabilnost vpliva na pojavnost oziroma stopnjo izraženosti odlašanja.

## Primeri

### Akademska prokrastinacija
Raziskava leta 1992 je pokazala, da 52 % udeleženih študentov meni, da imajo srednjo do visoko potrebo po pomoči glede prokrastinacije. Ocenjeno je, da se 80 %–95 % študentov zaplete v prokrastinacijo, približno 75 % pa se imajo za prokrastinatorje.
En vir prokrastinacije je napaka pri načrtovanju oziroma načrtovalna zmota, kjer podcenjujemo čas potreben za analizo raziskav. Veliko študentov posveti tedne iskanju gradiva za pisni sestavek, a so nezmožni dokočati sestavek, saj jim ostane premalo časa za končne faze naloge. Podobno študenti bolj kot ostali vedo, ali je naloga izvedljiva ali ne. Veliko študentov prisega na splošno razširjeno metodo kampanjskega učenja za izpit ali pisanja poročila v enkratnem intervalu namesto več intervalov učenja ali pisanja z odmori. Kljub vpletenem stresu, pomanjkanju spanja in neučinkovitosti študenti podležejo večkratnemu načinu prokrastinacije. Cal Newport zagovarja, da možgani študenta, ki se zavedajo zastrašujočih opravkov ne bodo iztržili pozitivnih rezultatov. Rezultat tega je prokrastinacija.
»Sindrom študenta« je fenomen, pri katerem se študent povsem loti dela šele tik pred rokom. To izniči uporabnost katerihkoli odmorov vgrajenih v časovno oceno posameznega opravka. Rezultati študij kažejo, da se veliko študentov zaveda prokrastinacije in skladno pripravijo obvezujoče roke dolgo pred datumom, ko mora biti opravek končan. Nadalje so ti samostojno postavljeni roki povezani z boljšo izvedbo kot bi bila brez njih, vendar pa je izvedba najboljša pri enakomerno razmaknjenih zunanje določenih in obvezujočih rokih. Ugotovljeno je tudi, da imajo študenti težave z optimalnim določanjem svojih rokov, pri čemer rezultati kažejo pomanjkanje pravilnega razmikanja pred datumom, ko mora biti naloga končana. V eksperimentu, kjer so udeleženci sodelovali z opravljanjem nalog na spletu, so ugotovili, da je bila udeležba v zadnjem tednu pred rokom petkrat večja kot v predhodnih treh tednih skupaj. Osebe, ki odlašajo, v zadnjem tednu pred rokom torej delajo več kot ostali.
Ostali razlogi, zaradi katerih študenti prokrastinirajo vključujejo strah pred neuspehom in uspehom, pefrekcionistična pričakovanja in utemeljene aktivnosti, ki so lahko prioriteta akademskemu delu delom (npr. služba).
Prokrastinacija je bila povezana s kasnejšo oddajo akademskih izdelkov, kar je povsem pričakovano. Dodatno je bilo ugotovljeno, da imajo prokrastinatorji slabše ocene kot ostali. Tice in ostali (1997) poročajo, da lahko več kot tretjino variacije v dosežkih na končnih izpitih pripišemo prokrastinaciji. Negativna asociacija med prokrastinacijo in akadamesko učinkovitostjo je ponavljajoča in konsistentna. Howell in ostali (2006) pa so kljub temu, da dosežki na dveh široko uporabljenih lestvican prokrastinacije niso bili pomembno povezani z oceno naloge, ugotovili, da so bila samoporočanja prokrastinacije pri nalogi sami negativno povezana z oceno.
Prokrastinacija je občutno višja pri študentih z več kot 70 % poročane prokrastinacije za neko določeno nalogo. Vsak študent se kdaj sooča s težavami osredotočanja samo na eno stvar, ne glede na to, med katerimi opravki izbira. Študenti poznajo svoje prioritete, a se lahko vseeno zgodi, da jih odlašajo do zadnje minute. Sodeč po nekaterih študijah ljudje verjamejo, da so študenti nagnjeni k adrenalinskim naglicam in mislijo, da bodo bolj učinkovito delali, če bodo pod pritiskom.
Nedavna študija iz Nemčije je ugotovila, da znotraj več tisoč univerzitetnih študentov, naraščujoča akademska prokrastinacija zviša frekvenco sedmih različnih oblik akademskih napak. Študija zagovarja, da je lahko akademsko neučinkovito vedenje način spoprijemanja z negativnimi posledicami akademske prokrastinacije.

### Prokrastinacija na delovnem mestu
Odlašanje pa je razširjeno tudi na področju dela oziroma na delovnem mestu. Približno 25 % ljudi označuje odlašanje kot svojo definirajočo osebnostno lastnost. Rezultati Nguyena, Steela in Ferrarija iz leta 2013 kažejo, da je višja stopnja odlašanja povezana z nižjimi plačami zaposlenega, krajšim časom zaposlitve in večjo verjetnostjo izgube službe oziroma odsotnost zaposlitve za polni delovni čas. Pomemben mediator prokrastinacije pa naj bi bil tudi spol – ženske naj bi odlašale manj kot moški. Raziskava je namreč pokazala, da če bi ženske odlašale z delom enako kot moški, bi bilo potrebno 1,5 milijona zaposlenih žensk manj. Razlog tega lahko iščemo predvsem v boljši samodisciplini žensk v primerjavi z moškimi, poleg tega pa je v današnjem času manj supervizije in nadzora nad zaposlenimi, posledično pa je za uspešno opravljanje dela potrebna določena stopnja samodiscipline. Poznamo več vrst odlašanja, v delovnih organizacijah pa je pomembna predvsem prokrastinacija odločanja (decisional procrastination), ki jo lahko definiramo kot posameznikovo nezmožnost sprejemati odločitve, kar pa lahko bistveno vpliva na celoten proces delovne organizacije. 
Odlašanje na delovnem mestu vpliva tako na produktivnost posameznika kot tudi organizacije, v kateri posameznik deluje. Zaradi velike pomembnosti produktivnosti se je veliko raziskovalcev ukvarjalo z raziskovanjem dejavnikov, ki vplivajo na pojavnosti le-te. Pomembno je, da se zavedamo dejavnikov, tako osebnostnih, kot tudi situacijskih, ki vplivajo na pojavnost odlašanja na delovnem mestu z namenom njegovega zmanjševanja. Posamezniki se bolj nagnjeni k odlašanju pri tistih nalogah, ki jih ne marajo oziroma kadar jim nalogo naloži nekdo drug. Poleg tega je pomemben tudi motivacijski potencial posameznega delovnega mesta. Raziskava avtorjev Lonergan in Maler je namreč pokazala, da bolj kot zaposleni verjame, da je delo pomembno in je deležen povratnih informacij, manjša je verjetnost odlašanja na delovnem mestu. Prav tako večja avtonomija posameznika na delovnem mestu pripomore k manjši stopnji odlašanja. Raziskava avtorjev Owens, Bowman in Dill je pokazala, da lahko prokrostinacijo zmanjšamo tudi s pomočjo oblikovanja specifičnih namer, ko točno določimo kaj in do kdaj bomo določeno stvar naredili.
Zanimivo vprašanje je tudi, ali lahko določeno delovno mesto spodbuja odlašanje. Odgovor je pritrdilen. Večja verjetnost odlašanja je na delovnih mestih, ki od zaposlenega zahtevajo manj motivacijskih veščin ter zaposlenemu ne predstavljajo izziva in na koncu zadovoljstva ob dosegu določenega cilja. Vendar pa vsa delovna mesta odlašanja ne vzpodbujajo enako. Hammer in Ferrari sta ugotovila, da se stopnja odlašanja razlikuje med deli, ki se nanašajo na delo v pisarni, in deli v proizvodnji - slednji namreč poročajo o nižji stopnji odlašanja. Ferrari, Doroszko in Joseph ugotavljajo, da je odlašanje na delovnem mestu pri samozaposlenih, kot na primer pravnikih, višje, kot pa pri pisarniških delavcih. Hkrati ugotavljajo, da je odlašanje višje pri prodajalcih, kot pa pri menedžerjih srednjega ranga. Prav tako je na delovnih mestih, kjer so stroški zamud zelo visoki, odlašanja opazno manj.
Mohsin in Ayub sta raziskovala povezanost med odlašanjem, odloženim zadovoljstvom, zadovoljstvom z delom in stresom pri srednješolskih učiteljih. V raziskavo so vključili 150 pakistanskih srednješolskih učiteljev. Rezultati kažejo na negativno korelacijo med odlašanjem in zadovoljstvom z delovnim mestom učitelja, kar pomeni, da je učitelj, ki bolj odlaša, tudi manj zadovoljen s tem poklicem. Negativno povezanost lahko zasledimo tudi med odloženim zadovoljstvom zaposlenega in zadovoljstvom z delovnim mestom. Raziskovalci so ugotovili, da sta odlašanje in odloženo zadovoljstvo pomembna napovednika stresa na delovnem mestu, le-ta pa je napovednik zadovoljstva z delovnim mestom.
Vpliv prokrastinacije lahko malenkost zmanjšamo. Van Eerde je želel ugotoviti, kako trening upravljanja s časom vpliva na samoporočanje odlašanja. Trening upravljanja s časom sestavljata dva glavna koraka – v prvem koraku posameznika spodbudimo k razmišljanju o ciljih, ki so mu osebno pomembni, ter kako on sam porablja čas za doseganje le-teh. V drugem koraku pa je njegova naloga, da te cilje prioritetizira, si zastavi načrt izpolnjevanja ter opazuje, kako izrablja čas, namenjen doseganju zastavljenih ciljev. V raziskavo je bilo vključenih 37 zaposlenih, ki so 2 delovna dneva obiskovali delavnico upravljanje s časom. V raziskavo je vključil tudi kontrolno skupino 14 ljudi, ki so bili na čakalni listi za udeležbo na delavnici upravljanja s časom, služila pa je za primerjavo oziroma ugotavljanje morebitnega učinka delavnice. Rezultati kažejo, da delavnica upravljanje s časom pozitivno vpliva na zmanjšanje odlašanja na delovnem mestu. V primerjavi s kontrolno skupino je bilo jasno opazno zmanjšanje izogibajočega vedenja ter skrbi zaposlenih, povečala pa se je njihova sposobnost učinkovitega upravljanja s časom.
Velika večina ljudi odlašanje pojmuje kot nekaj nezaželenega in disfunkcionalnega, vendar pa to nujno ne drži. Odlašanje privede do časovne stiske, posameznik je takrat preplavljen z adrenalinom. Za nekatere enostavne, dolgočasne in rutinske naloge je to vsekakor način, ki naredi nalogo izziv, to pa privede do tega, da nalogo hitreje dokončamo. V tem primeru govorimo o aktivnih prokrastinatorjih, za katere je značilno, da se zavestno odločijo, da bodo nalogo dokončevali zadnji trenutek. Na drugi strani pa avtorja Hsin Chun Chu in Nam Choi govorita o pasivnih prokrastinatorjih, ki veljajo za tradicionalne, za njih pa je značilno, da zaradi svoje neodločnosti dokončati nalogo odlašajo in posledično naloge ne opravijo. Raziskava teh dveh avtorjev je pokazala, da ne glede na to, da aktivni prokrastinatorji odlašajo v popolnoma enaki meri kot pasivni, so ti bolj podobni ljudem, ki z delom ne odlašajo, kot pa pasivnim prokrastinatorjem, predvsem kar se tiče namenske uporabe in kontrole časa, samo-učinkovitosti, strategij soočanja s stresom itd.. Neprokrastinatorjem in aktivnim prokrastinatorjem je poleg prej naštetega skupno tudi to, da z večjo verjetnostjo dosežejo uspeh, kot pa pasivni prokrastinatorji.